# Arthrosphaera zebraica
Arthrosphaera zebraica är en mångfotingart som först beskrevs av Butler 1872.  Arthrosphaera zebraica ingår i släktet Arthrosphaera och familjen Sphaerotheriidae. Inga underarter finns listade i Catalogue of Life.